# Dąb japoński
Dąb japoński (Quercus acuta Thunb.) – gatunek roślin z rodziny bukowatych (Fagaceae Dumort.). Występuje naturalnie w Japonii, na Półwyspie Koreańskim, w Chinach oraz na Tajwanie. Do Europy został introdukowany w 1878 roku. 

## Morfologia

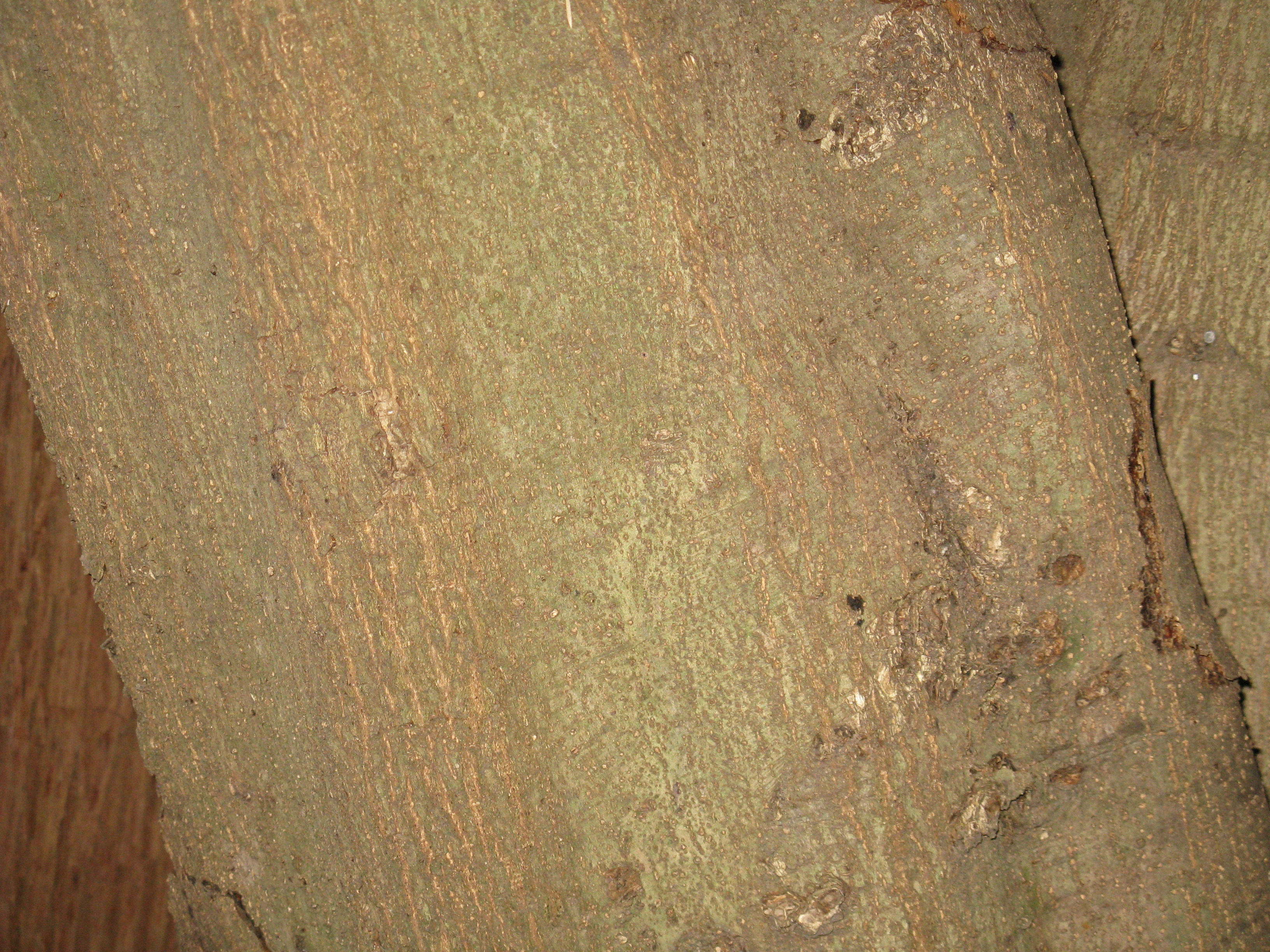
Kora

PokrójZimozielone drzewo dorastające do 10 m wysokości. Pień osiąga 30 cm średnicy. Najczęściej przyjmuje pokrój krzewiasty z zaokrągloną koroną. Kora jest gładka, płytko pomarszczona i ma ciemnoszarobrązową barwę. Młode gałązki są pomarańczowo owłosione, lecz z wiekiem stają się nagie i ciemnobrązowe. Pąki mają stożkowy kształt i jasnożółtą barwę.
LiścieBlaszka liściowa jest skórzasta i ma kształt od owalnego do eliptycznego. Mierzy 5–18 cm długości oraz 2–6 cm szerokości, jest całobrzega lub falista (czasami z kilko ma ząbkami) na brzegu, ma nasadę od klinowej do zaokrąglonej i spiczasty wierzchołek. Górna powierzchnia jest połyskująca i ma ciemnozieloną barwę, natomiast od spodu jest bledsza. Mają 8–13 par żyłek drugorzędnych. Ogonek liściowy jest duży (do 2–3 cm długości), pomarańczowo owłosiony i lekko ściśnięty.
KwiatySą rozdzielnopłciowe. Kwiaty męskie mają 10–12 pręcików oraz 3–4 krótkie słupki. Kwiaty żeńskie osadzone są na szypułkach o długości 5 cm.
OwoceOrzechy zwane żołędziami o elipsoidalnym kształcie i pomarańczowobrązowej barwie, dorastają do 2 cm długości. Osadzone są na szypułkach o długości 4–5 cm, w puchatych miseczkach z 5–8 koncentrycznymi pierścieniami, wąskimi i owłosionych łuskami oraz wąską blizną. Dojrzewają w tym samym roku.

## Biologia i ekologia
Nie jest mrozoodporny – rośnie w 8. strefie mrozoodporności. Preferuje gleby ubogie w wapń. Charakteryzuje się raczej powolnym tempem wzrostu.